# Adelphocoris seticornis

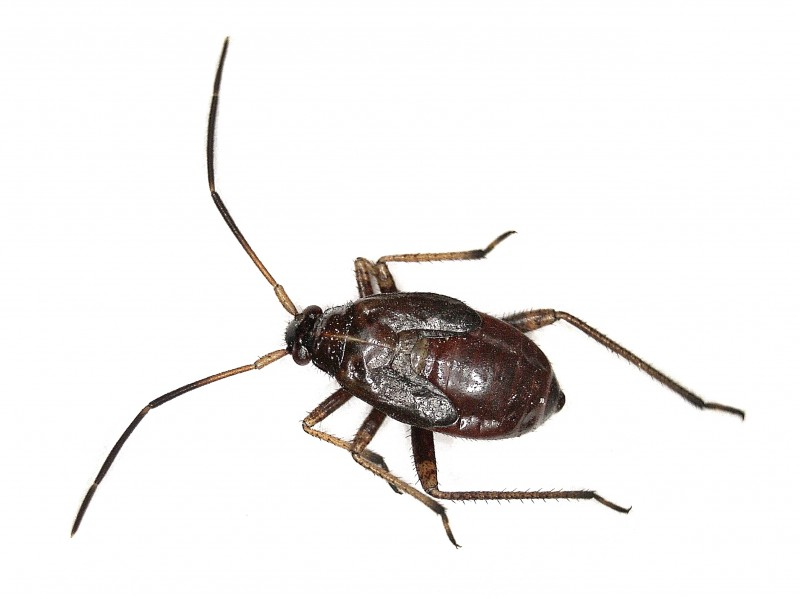
Nymphe von Adelphocoris seticornis

Die Gelbsaum-Zierwanze (Adelphocoris seticornis) ist eine Wanzenart aus der Familie der Weichwanzen (Miridae).

## Merkmale
Die Wanzen werden 6,6 bis 8,4 Millimeter lang. Sie besitzen eine schwarze Grundfarbe. Der Halsschild weist einen hellen Hinterrand auf. Ein heller Mittelstrich führt vom Hinterrand fast bis zum Vorderrand des Halsschilds. Die Hemielytren (Vorderflügel) sind mit feinen gelben Härchen bedeckt. Das Corium ist an der Basis hell gefärbt. Der helle Cuneus besitzt eine schwarze Spitze. Die Femora sind schwarz, während die mit einer Dornenreihe versehenen Tibien hellbraun gefärbt sind. Die beiden äußeren Fühlerglieder sind rotbraun, während die basalen Fühlerglieder schwarz sind. Der Ansatz des ersten Fühlergliedes weist eine rotbraune Färbung auf.

## Verbreitung
Die Wanzenart ist in Europa weit verbreitet. In Südeuropa reicht ihr Vorkommen bis in den nördlichen Mittelmeerraum. In Mitteleuropa nimmt ihr Vorkommen nach Norden hin ab. Im Osten erstreckt sich das Vorkommen von Adelphocoris seticornis über Kleinasien, Sibirien und Zentralasien bis nach China.

## Lebensweise
Die Art bevorzugt wärmebegünstigte Offenland-Biotope. Dort hält sie sich meist in der Krautschicht auf. Die Art überwintert als Ei. Im Mai und Juni erscheinen die Nymphen, ab Juli die Imagines. Die oligophagen Wanzen saugen an den unreifen Reproduktionsorganen verschiedener Hülsenfrüchtler (Fabaceae). Zu diesen zählen u. a. Platterbsen, Wicken, Tragant, Klee, Schneckenklee, Hornklee, Wundklee und Hauhecheln. Daneben ernähren sich die Imagines vom Nektar verschiedener Blütenpflanzen, darunter der Gemeinen Schafgarbe, und in geringerem Maße von anderen Kleintieren, die sie erbeuten.